# World Games
World Games hade premiär 1981, och är ett internationellt multi-sport evenemang för tävlande i idrottsgrenar som inte finns med i de olympiska spelen. World Games organiseras av International World Games Association (IWGA), med stöd från Internationella Olympiska Kommittén (IOC). Några av idrotterna som tävlat i World Games har senare kommit med i Olympiska spelen (tex triatlon) eller har tidigare varit olympiska idrotter (som dragkamp).

## World Games
| År   | Plats                   |
| ---- | ----------------------- |
| 1981 | Santa Clara, USA        |
| 1985 | London, Storbritannien  |
| 1989 | Karlsruhe, Västtyskland |
| 1993 | Haag, Nederländerna     |
| 1997 | Lahtis, Finland         |
| 2001 | Akita, Japan            |
| 2005 | Duisburg, Tyskland      |
| 2009 | Kaohsiung, Taiwan       |
| 2013 | Cali, Colombia          |
| 2017 | Wrocław, Polen          |
| 2022 | Birmingham, USA         |
| 2025 | Chengdu, Kina           |

Tidigare World Games idrottsgrenar
- Badminton - Blev en olympisk gren
- Baseboll - Blev en olympisk gren
- Netball - Var med senaste gången 1993
- Softball - Blev en olympisk gren under olympiska sommarspelen 1996
- Taekwondo - Blev en olympisk gren under olympiska sommarspelen 2000
- Trampolin - Individuell olympisk gren.
- Triatlon - Blev en olympisk gren under olympiska sommarspelen 2000

### Fotnoter
1. ↑  ”World Games”. Nationalencyklopedin. https://www.ne.se/uppslagsverk/encyklopedi/l%C3%A5ng/world-games. Läst 1 januari 2017.